# 屏山中
屏山中（英語：Ping Shan Central，代號：M16）是香港元朗區議會下轄的選區，2015年設立，2023年取消，末任區議員為天水圍地區民生促進會成員張智陽。

## 範圍
選區位於屏山鄉中部，故以此為名，包括多條鄉村，與其接壤的選區有屏山北、南屏、北朗、水邊、屏山南、洪福、廈村、盛欣、天盛、天耀、慈祐、嘉湖北及宏逸，投票站設於屏山天水圍體育館。

## 沿革
2015年區議會選舉，因應青山公路屏山段沿線屋苑發展，屏山北選區人口超出上限，選管會以橫洲為界劃分為屏山北、中兩個選區，原屏山北區議員鄧慶業選擇於屏山中爭取連任，由於未有其他對手，鄧慶業自動當選。
2019年區議會選舉，基於屏欣苑入伙後帶動人口上升，有關範圍劃入盛欣選區，同時鄧慶業退休，由上屆在屏山北出選的屏山鄉委會前副主席鄧達善接棒，而民主派則空降張智陽來填補「白區」，結果由獲民主動力認可的張智陽擊敗鄧達善，成為本區第一位泛民主派區議員。2021年10月21日，政府公佈最後一批區議員宣誓結果，連同張智陽在內的16人宣誓無效需即時離任，並且在5年內不得參與各級選舉。結束張的區議員生涯。

## 歷屆議員
| 選區名稱 | 屆別                   | 議員   | 政治聯繫                            | 政治聯繫                            | 議員                                | 政治聯繫                            | 政治聯繫       |        |
| -------- | ---------------------- | ------ | ----------------------------------- | ----------------------------------- | ----------------------------------- | ----------------------------------- | -------------- | ------ |
| 元朗西郊 | 1982年－1985年         | 陳泰祥 |                                     | 無黨籍                              | 定為單議席選區                      | 定為單議席選區                      | 定為單議席選區 |        |
| 元朗西郊 | 1985年－1988年         | 鄧潤廉 | 鄧合穩                              | 無黨籍                              |                                     | 無黨籍                              |                |        |
| 元朗西郊 | 1988年－1991年         | 張彥南 | 鄧合穩                              | 無黨籍                              |                                     | 無黨籍                              |                |        |
| 屏山     | 1991年－1994年         | 楊兆康 | 分拆出村選區後， 定為單議席選區     | 分拆出村選區後， 定為單議席選區     | 分拆出村選區後， 定為單議席選區     | 分拆出村選區後， 定為單議席選區     |                |        |
| 屏山     | 1994年－1999年         | 鄧慶業 | 分拆出村選區後， 定為單議席選區     | 分拆出村選區後， 定為單議席選區     | 分拆出村選區後， 定為單議席選區     | 分拆出村選區後， 定為單議席選區     |                |        |
| 屏山北   | 2000年－2003年         | 鄧慶業 | 分拆出屏山南選區後， 定為單議席選區 | 分拆出屏山南選區後， 定為單議席選區 | 分拆出屏山南選區後， 定為單議席選區 | 分拆出屏山南選區後， 定為單議席選區 |                |        |
| 屏山北   | 2004年－2007年         | 鄧慶業 | 分拆出屏山南選區後， 定為單議席選區 | 分拆出屏山南選區後， 定為單議席選區 | 分拆出屏山南選區後， 定為單議席選區 | 分拆出屏山南選區後， 定為單議席選區 |                |        |
| 屏山北   | 2008年－2011年         | 鄧慶業 | 分拆出屏山南選區後， 定為單議席選區 | 分拆出屏山南選區後， 定為單議席選區 | 分拆出屏山南選區後， 定為單議席選區 | 分拆出屏山南選區後， 定為單議席選區 |                |        |
| 屏山北   | 2012年－2015年         | 鄧慶業 | 分拆出屏山南選區後， 定為單議席選區 | 分拆出屏山南選區後， 定為單議席選區 | 分拆出屏山南選區後， 定為單議席選區 | 分拆出屏山南選區後， 定為單議席選區 |                |        |
| 屏山中   | 2016年－2019年         | 鄧慶業 | 分拆出屏山北選區後， 定為單議席選區 | 分拆出屏山北選區後， 定為單議席選區 | 分拆出屏山北選區後， 定為單議席選區 | 分拆出屏山北選區後， 定為單議席選區 |                |        |
| 屏山中   | 2020年－2021年10月20日 | 張智陽 | 分拆出屏山北選區後， 定為單議席選區 | 分拆出屏山北選區後， 定為單議席選區 | 分拆出屏山北選區後， 定為單議席選區 | 分拆出屏山北選區後， 定為單議席選區 |                | 天地會 |
| 屏山中   | 2021年10月21日－2023年 | 懸空   | 懸空                                | 懸空                                | 分拆出屏山北選區後， 定為單議席選區 | 分拆出屏山北選區後， 定為單議席選區 |                |        |

## 歷屆選舉結果
| 政党   | 政党     | 候选人    | 票数  | %     | ±      |
| ------ | -------- | --------- | ----- | ----- | ------ |
|        | 獨立     | ①. 鄧達善 | 2,294 | 48.06 | 不適用 |
|        | 民主動力 | ②. 張智陽 | 2,479 | 51.94 | 不適用 |
| 多数票 | 多数票   | 多数票    | 185   | 3.88  | 不適用 |

| 政党   | 政党   | 候选人 | 票数     | %      | ±      |
| ------ | ------ | ------ | -------- | ------ | ------ |
|        | 獨立   | 鄧慶業 | 自動當選 | 不適用 | 不適用 |
| 多数票 | 多数票 | 多数票 | 不適用   | 不適用 | 不適用 |

## 資料來源
1. ↑   (PDF). 香港特區政府憲報.   [2019-12-05]. （原始内容 (PDF)存档于2019-12-05）.
2. ↑   (PDF). 香港特區政府憲報.   [2019-12-05]. （原始内容 (PDF)存档于2020-08-20）.
3. ↑  . 香港特區政府憲報.   [2019-12-05]. （原始内容存档于2019-12-05）.
4. ↑  . 香港特別行政區新聞公報. 2021-10-08  [2021-10-22]. （原始内容存档于2021-10-11）.